# Justine Henin
Justine Henin (Liège, 1. lipnja 1982.) umirovljena je belgijska tenisačica, jedna od najuspješnijih u povijesti WTA Toura.
Profesionalnu karijeru počela je u siječnju 1999. godine. Ukupno je osvojila 43 WTA i 7 ITF naslova, od čega je 7 Grand Slamova (jedan Australian Open, 4 Roland Garrosa i 2 US Opena). Svoju prvu titulu osvojila je u Antwerpenu 10. svibnja 1999. svladavši u finalu vrlo uvjerljivo Saru Pitkowski.
Ima i dva WTA turnira u igri parova. Jedan od najvećih trenutaka njene karijere osvajanje je zlatnog odličja na OI u Ateni 2004.
Dana 14. svibnja 2008. objavila je da prekida svoju karijeru, što je iznenadilo sve u svijetu tenisa. Međutim, u rujnu 2009. objavila je da se vraća tenisu, a kao glavni je razlog navela želju da osvoji Wimbledon, jedini Grand Slam naslov koji joj nedostaje. Godinu 2010. uspješno je započela došavši do finala Brisbanea te Australian Opena. Nažalost, tijekom susreta s Kim Clijsters u Wimbledonu ozlijedila je lakat, što je u konačnici dovelo do drugog umirovljenja u siječnju 2011. godine.
Od 2002. do 2007. bila je u braku s Pierre-Yvesom Hardenneom te je nosila prezime Henin-Hardenne.

## Vanjske poveznice
- Službena stranica (engl.)(fr.)(nizoz.)
- Profil  Arhivirana inačica izvorne stranice od 19. siječnja 2021. (Wayback Machine) na stranici WTA Toura

### Ostali projekti
|  | Zajednički poslužitelj ima još gradiva o temi Justine Henin |